# Zirkumfix
Zirkumfixe sind diskontinuierliche Affixe, die aus zwei grammatikalischen Morphen bestehen und das Basismorphem auf beiden Seiten umgeben. Man muss sie deshalb zusammen als Repräsentanten nur eines Morphems verstehen, da sie nur gemeinsam eine grammatische Bedeutung oder Funktion erfüllen. Im Deutschen gibt es dafür sowohl in der Ableitung als auch in der Flexion vereinzelte Beispiele:
- Ableitung: Ge…e in „Gerenne“, „Gehetze“. In diesen Fällen hat das diskontinuierliche Morphem Ge…e die Funktion, die Substantivierung des zugrundeliegenden Verbstamms anzuzeigen.
- Flexion: ge…t in „ge-ehr-t“, „ge-lach-t“ hat die Funktion, bei schwachen Verben das Morphem Partizip II anzuzeigen. Bei starken Verben leistet die Morphkombination ge…en dasselbe: „ge-lauf-en“, „ge-rung-en“. Allerdings fehlt das Morph ge- bei Verbstämmen, die nicht auf der ersten Silbe betont werden, wie in "telefonier-t", "fantasier-t".

Besonders im ersten Fall reichen weder das Präfix noch das Suffix allein, um die jeweilige grammatische Funktion anzuzeigen.